# Irene (1981)
Irene (Brasil: Irene ) é uma série de televisão do gênero sitcom, produzida pela NBC, que estreou em 19 de agosto de 1981, às 21h30.
Narra a trajetória de três garotas que se mudam para Manhattan e dividem um loft no SoHo. O loft pertence ao tio de Irene Cannon (Irene Cara), uma aspirante a cantora vinda de Omaha, no estado de Nebraska, que vai trabalhar como garçonete no Dotty Bushmill's Talent Hutch enquanto busca a fama na carreira artística.
O tio de Irene, Lloyd (Theodore Wilson), é um comerciante sem muitas ambições que acolhe em sua casa a sobrinha e suas amigas: Lois (Julia Duffy), uma loira compulsiva por trabalho, que leva uma calculadora nos encontros e Dede (Dee Dee Rescher), que não se ocupa de outra coisa a não ser da constante troca de namorados. Em certo momento Irene conhece um jogador de futebol que, para seu desgosto e alegria de seu tio superprotetor, é adepto do Single Celibates, um grupo de rapazes em defesa da relação sexual somente após o casamento. As meninas armam um plano para que Irene consiga conquistar o namorado e quebrar o celibato.
Embora a audiência tenha repercutido positivamente, a série foi descontinuada devido aos compromissos da atriz protagonista Irene Cara no cinema e em sua carreira musical.

## Canais de transmissão
- Estados Unidos - Transmitida pela NBC.
- inglaterra - Transmitida na CBS e no canal TCM.
- Brasil - Transmitida pelo canal TCM da Time Warner.

## Elenco
| Ator                  | Personagem       |
| --------------------- | ---------------- |
| → Irene Cara          | ...Irene Cannon  |
| → Julia Duffy         | ...Lois Swenson  |
| → Dee Dee Rescher     | ...Dede Thomas   |
| → Theodore Wilson     | ...Lloyd Cannon  |
| → Kaye Ballard        | ...Dotty Busmill |
| → Michael Winslow     | ...Michael       |
| → Keenen Ivory Wayans | ...Ray Brewster  |
| → Carole Goldman      | ...Bambi Hooper  |
| → William Ostrander   | ...Willy         |
| → Hoolihand Burke     | ...Ele mesmo     |
| → Rose Lewis          | ...Blaine        |
| → John Shearin        | ...Lil           |

## Ficha técnica
| Função                   | Responsável                           |
| ------------------------ | ------------------------------------- |
| → Diretor:               | John Tracy                            |
| → Diretor de fotografia: | George Spiro Dibie                    |
| → Autoria:               | Carol Gary                            |
| → Produção:              | Selma Rubin                           |
| → Produtor executivo:    | James S. Henerson                     |
| → Produtor executivo:    | James G Hirsch                        |
| → Diretor de arte:       | William T Mcallister                  |
| → Fotografia:            | George Sprio Dibie                    |
| → Tema principal:        | Ain't Misbehavin'                     |
| → Autores:               | Andy Razaf, Fats Waller, Harry Brooks |
| → Intérprete:            | Irene Cara                            |